# Завет (град)
 Тази статия е за града Завет.  За селото в Бургаска област вижте Завет (село).  
За̀вет е град в Североизточна България. Намира се в област Разград между градовете Кубрат и Исперих. Градът е административен център на община Завет. По данни на ГРАО към 15 юни 2023 г. в града живеят 2935 души по настоящ адрес и 3831 души по постоянен адрес.

## География
Град Завет е разположен в централната платовидна част от западната половина на Лудогорието. Той се намира на почти еднакви разстояния (35 км) от градовете Разград и Тутракан. Също на еднакви разстояния (16 км) се намира и от Исперих и Кубрат.
Релефът е слабо нагънат. Една от особеностите са доловете, разположени от запад на изток. Сред тях по-големи са Узунджата, Касап кулак и Зелен дол.
Подобно на по-голямата част от Лудогорието землището на Завет е бедно на води. Поради безводието на района само на места се срещат извори с различна големина. Преди водоснабдяването на селището за битовите нужди на жителите са използвани множество кладенци.
Почвите в землището на Завет са сиви горски, а малко разпространени са излужени черноземни. Те са плодородни и са покрити с дебел слой хумус.
Климатът е континентален със студена зима и горещо лято. характерни за района са честите засушавания и студените зими. Най-ниската измерена температура на територията на Завет е -30 °C, а през зимата на 1944 г. е имало снежна покривка от 1,20 m.

## История
Селищни могили и следи от праисторически, енеолитни селища има в близост до всички извори в землището на Завет, в чертите на самия град и в долината на р. Крапинец. Намерени са много каменни сечива с добре огладена повърхност и правилно пробити дупки, както и много керамични фрагменти. Известие за най-голямата могила са публикували още братята Шкорпил през 1898 г. Могилите, които пазят останки от миналото, могат да бъдат отнесени към първата половина на енеолита – V хилядолетие пр.н.е.
През времето на Второто българско царство много села в Лудогорието се развиват като земеделски и скотовъдни селища. Сред тях било и Завет, което тогава носело името Завид. В края на XIII век, когато куманите изчезват като етнос от Североизточна България, от североизток, през Дунава се появяват татарите. Те подлагат на опустошение района, което води до въстанието под водачеството на селския цар Ивайло.
След Освобождението в с. Завет идват 29 български семейства от с. Побит камък. По-късно закупуват имоти и се заселват хора от Голям извор, Дряновец и Разград, а също така от Етрополе, Габровско и от Западните покрайнини на България. След Първата световна война тук се заселват и семейства от Добруджа. Това преселване в първите години след Освобождението е бурно и масово. По-късно процесът стихва и има преселвания само на отделни семейства. Българите, живели в по-недостъпните за турската власт планински райони, се заселват в равнините, заемат изоставените от турците земи и започват да ги обработват. Държавата не узаконява веднага създаденото положение, но земята е заплатена на бившите собственици. Веднага след Освобождението Завет е централна община. Първоначално е имало само кмет, а по-късно и помощник кмет. До установяване на изборната система, кметовете са били назначавани.
Основен поминък си остават земеделието и животновъдството, а през 20-те и 30-те години на миналия век се развиват силно занаятчийството, търговията и някои отрасли на леката и хранителната промишленост. Заветлии се утвърждават като добри стопани, а и земята е хубава – сиви горски почви, издръжливи на суша. Дълго време се запазва старото самозадоволяващо се стопанство – по домовете се произвежда храната, тъче се, преде се. Дори занаятчиите работят срещу заплащане в натура.
Много добре развито е животновъдството. Известно е коневъдното дружество, което участва в изложби в страната и в чужбина.
През 1974 г., по случай 30-годишнината от Социалистическата революция, Завет е обявен за град. През 1975 г. е построен стадионът, един от най-добрите в страната, и единственият тогава стадион с осветление в Разградски окръг.
През 1978 г. се създава селищната система Завет – един град и отначало 7, а след изселването на Воден – 6 села (Брестовене, Прелез, Веселец, Острово, Иван Шишманово и Сушево). Икономиката им се базира на селското стопанство, но се увеличава и делът на промишлеността.

## Население
Численост на населението според преброяванията през годините:
| \| Година на преброяване \| Численост \| \| --------------------- \| --------- \| \| 1934 \| 3906 \| \| 1946 \| 3906 \| \| 1956 \| 4130 \| \| 1965 \| 4533 \| \| 1975 \| 4599 \| \| 1985 \| 4380 \| \| 1992 \| 3918 \| \| 2001 \| 3588 \| \| 2011 \| 3072 \| \| 2021 \| 2333 \| |           |
| Година на преброяване | Численост |
| 1934 | 3906      |
| 1946 | 3906      |
| 1956 | 4130      |
| 1965 | 4533      |
| 1975 | 4599      |
| 1985 | 4380      |
| 1992 | 3918      |
| 2001 | 3588      |
| 2011 | 3072      |
| 2021 | 2333      |

### Етнически състав
Преброяване на населението през 2011 г.
Численост и дял на етническите групи според преброяването на населението през 2011 г.:
|                     | Численост | Дял (в %) |
| Общо                | 3072      | 100.00    |
| Българи             | 1017      | 33.10     |
| Турци               | 1112      | 35.19     |
| Цигани              | 271       | 8.82      |
| Други               | 12        | 0.39      |
| Не се самоопределят | 19        | 0.61      |
| Неотговорили        | 641       | 20.86     |

## Религии
Основните религии, които се изповядват, са християнство и ислям. Църквата на Завет се намира в центъра на града и носи името „Св. Петка“.

## Обществени институции
Традициите в културния живот на общината се съхраняват и поддържат от седем читалища с библиотеки.
- Общинска администрация Завет
- Читалище „Саморазвитие-1902“[6]Читалищен протокол от 1915 г.
- Средно общообразователно училище „Св. св. Кирил и Методий“
- Професионална гимназия по земеделие „Климент Аркадиевич Тимирязев“
- Възпитателно училище – интернат „Никола Йонков Вапцаров“
- Обединено детско заведение „Слънчо“

## Забележителности
- „Воден“ – ловно стопанство[7]
- „Калето“ – средновековна крепост, чиито останки се намират в близост до град Завет. В миналото е била разположена на остров, ограден от река. Използвана е и е преправяна от траки, римляни, византийци, славяни и прабългари. Присъствието на отделните народи е засвидетелствано от характера на находките.

### Театър
Още в началото на 20 век е било развито театралното дело.
Има един музикален оркестър, фолклорен танцов състав при Народно читалище „Саморазвитие-1902“.

### Музеи
- Музей на плуга – единственият в България. Eкспозицията е подредена в местното предприятие „Раломекс“ АД. В музея на плуга могат да се видят над 24 експоната, които разказват историята на ралото от древността до наши дни. Най-старият плуг е от годините след Освобождението.
- Сбирка от старинни предмети от различни етноси е представена в заветската галерия и информационен център.
- В разградския исторически музей може да се види уникална статуетка на Буда намерена близо до Завет. Тя е единствената такава в Европа, извън Индия такива притежават само няколко музея.

## Редовни събития
- Панаир – провежда се редовно и задължително всяка година на 2 август. Тогава жителите на Завет, които са по другите градове, си идват и всички празнуват заедно.
- Международен фолклорен фестивал Архив на оригинала от 2014-10-12 в Wayback Machine. – традиция е да се провежда през две години по време на панаира. Той продължава три дни, през които участниците представят своя фолклор чрез песни и танци. В него участия са взели участие ансамбли от Гърция, Турция, Италия, Румъния, Индия, Словакия, Мексико, Украйна, България.
- Конни надбягвания – провеждат се всяка година, те са част от републиканския приз на България. В тях вземат участие жокеи от цялата страна.

## Личности
- Иван Кръстев – антифашист
- Митьо Цвятков – антифашист
- Валентин Танев – актьор, Господари на ефира, Пълна лудница
- Здравко Кисьов – поет

- Бойка Панджарова – първата жена-футболен съдия в България
- Диана Христова Рашкова – поетеса (родена в Завет)
- Костадин Крайнов – писател (творил в Завет)
- Рачо Андреев, български революционер от ВМОРО, четник на Панчо Константинов[8]
- Стоян Стойчев, български революционер от ВМОРО, четник на Панчо Константинов[8]

## Други

### Редовни издания
Вестник „Заветско утро“, месечно онлайн издание.